# یوماکوو
یوماکوو (انگلیسی: Yumakovo) یک شهرک در شهرستان ملئوزوفسکی استان باشقیرستان کشور روسیه است.